# 张毓
张毓，北京大学医学院免疫教授，主要从事淋巴细胞发育等方面的研究。入选中华人民共和国教育部第七批"长江学者"特聘教授，曾就读于第四军医大学、多伦多大学医学生物物理系。